# Ion Ardeleanu

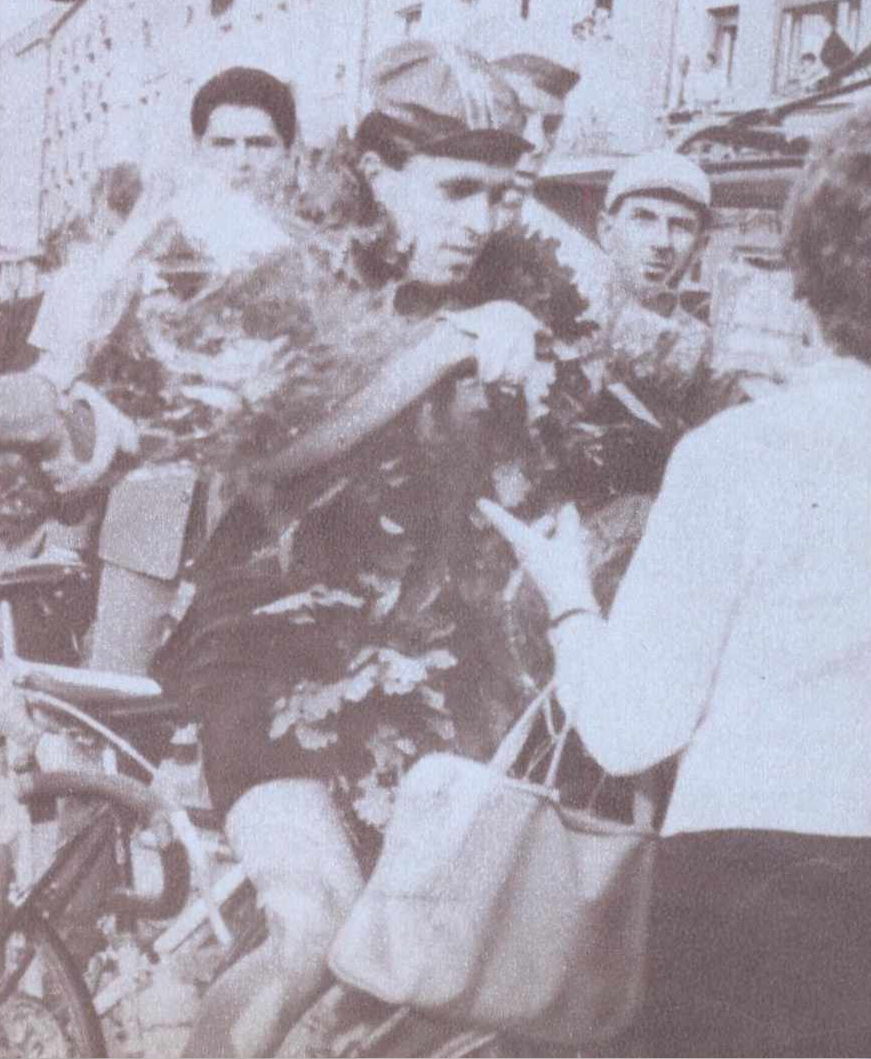
Ion Ardeleanu (1963)

Ion Ardeleanu (* 10. April 1941 in Brașov) ist ein ehemaliger rumänischer Radrennfahrer und nationaler Meister im Radsport.

## Sportliche Laufbahn
Ardeleanu (auch Ioan Ardelean) startete sechsmal in der Internationalen Friedensfahrt. Der 30. Platz in der Gesamtwertung 1966 war dabei sein bestes Resultat. 1964 gewann er die nationale Meisterschaft in der Einerverfolgung. 1966 wurde er Meister in der Mannschaftsverfolgung. In der Rumänien-Rundfahrt 1968 kam er auf den 5. Rang und gewann eine Etappe.